# Constitució brasilera de 1824
La Constitució Política de l'Imperi del Brasil (portuguès: Constituição Política do Império do Brasil) comunament coneguda com la Constitució de 1824, va ser la primera constitució del Brasil, publicada el 25 de març de 1824 i revocada el 24 de febrer de 1891. En vigor durant el període de l'Imperi del Brasil, fou imposada unilateralment per voluntat de l'emperador Pere I, que n'havia ordenat la redacció al seu Consell d'Estat després de dissoldre l'Assemblea Constituent de 1823.
Va romandre en vigor durant 65 anys, fins a la promulgació de la Constitució de 1891, nascuda poc després de la proclamació de la república (15 de novembre de 1889), que va substituir l'ordenament polític de l'Imperi del Brasil. Ha sigut la constitució més duradera del Brasil. Entre les seves innovacions hi havia la llibertat de culte religiós (tot i que la religió oficial de l'Estat continuava sent la catòlica), la llibertat de premsa i d'expressió i la institució del poder moderador.

## Història

### Creació de l'Assemblea General Constituent de 1823
L'elaboració de la Constitució de 1824 va ser un procés esgotador, extens i molt problemàtic. Poc després de la proclamació de la independència del Brasil del Regne Unit de Portugal, Brasil i l'Algarve, el 7 de setembre de 1822, va sorgir un conflicte entre radicals i conservadors, que es va reflectir en la composició de l'assemblea constituent, instal·lada el 3 de maig de 1823 amb l'objectiu d'elaborar la primera constitució del país. Entre els diputats constituents, 22 formaven part del clergat. Alguns diputats constituents tenien una orientació liberal-democràtica: volien una monarquia on l'emperador esdevingués tan sols una figura decorativa.
En la cerimònia inaugural, l'emperador Pere I es va dirigir als diputats, deixant clar per què havia afirmat durant la seva coronació, a finals de l'any anterior, que la constitució havia de ser "digna del Brasil i de si mateix" (frase ideada pel ministre d'interior José Bonifácio de Andrada e Silva). Pere I va recordar als diputats que la Constitució havia d'evitar possibles abusos, no només per part del monarca, sinó també per part de la classe política i de la mateixa població. Al principi, l'Assemblea estava disposada a acceptar la petició de l'Emperador, però alguns diputats es van mostrar incòmodes amb el discurs de Pere, en el sentit que semblava que l'emperador estava donant a entendre que l'Assemblea podria redactar una Constitució indigna.
Un total de 90 diputats van ser elegits, representant les 14 províncies en les que estava dividit el Brasil en aquella època. Els diputats que estaven a l'Assemblea Constituent eren majoritàriament liberals moderats, reunint «el que era millor i més representatiu del Brasil». Eren elegits indirectament per sufragi censatari i no pertanyien a partits, car encara no existien al país. Tot i això, hi havia tres gran faccions: els bonifacis, liderats per José Bonifácio, defensaven l'existència d'una monarquia forta, però constitucional i centralista per tal d'evitar la possibilitat de fragmentació del país, pretenia abolir el comerç d'esclaus i l'esclavitud, dur a terme la reforma agrària i desenvolupar econòmicament el país lliure de préstecs estrangers; els portuguesos absolutistes —que comprenia tant congressistes nascuts a Portugal com al Brasil— defensaven una monarquia absoluta, a més de mantenir els seus privilegis econòmics i socials; i finalment, els liberals federalistes (representant els gran terratinents) predicaven una monarquia merament figurativa i descentralitzada, federal si fos possible, juntament amb el manteniment de l'esclavitud, a més de lluitar amb vehemència contra els projectes dels bonificacis. Ideològicament, l'emperador s'identificava amb els primers (Bonifácio era un dels seus principals assessors), tant en relació amb els projectes socials i econòmics, com en relació amb els polítics, ja que no tenia cap interès en convertir-se en un monarca absolut, però molt menys a ser un home de palla.

### Redacció del document

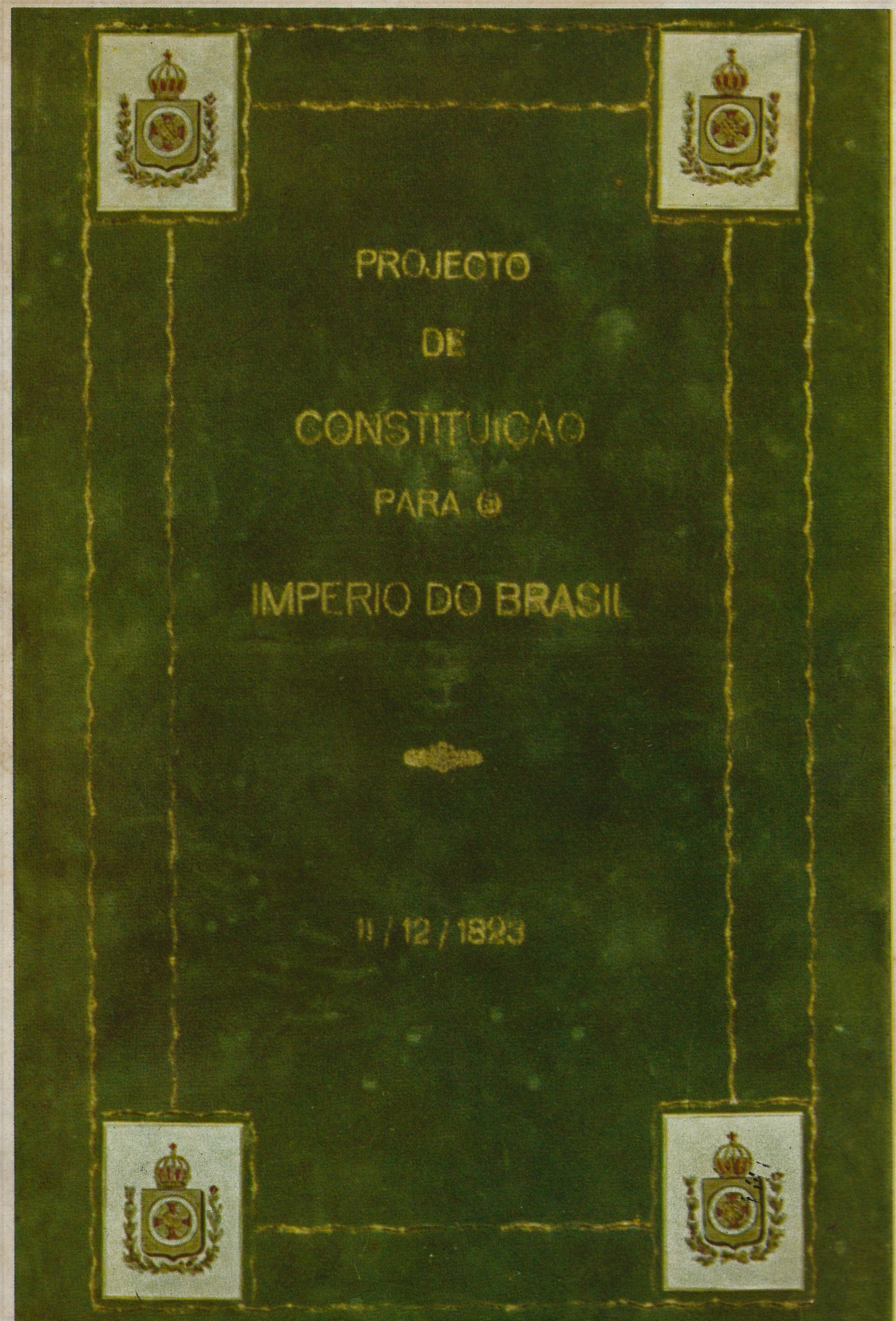
Portada de l'esborrany fet per l'Assemblea Constituent.

L'esborrany de la Constitució de 1823 va ser redactat per Antônio Carlos Ribeiro de Andrada —germà de José Bonifácio—, molt influenciat per les cartes magnes francesa i noruega. Després es va enviar a les Corts Constituents, on els diputats van començar a treballar per redactar la carta. Hi havia diverses diferències entre el projecte de 1823 i la posterior Constitució redactada el 1824. Pel que fa al federalisme, l'esborrany de 1823 era centralitzador, ja que dividia el país en divisions judicials i no administratives. Les qualificacions per adquirir dret a vot eren molt més restrictives que la Carta de 1824. També definia que només els homes nascuts lliures del Brasil serien considerats ciutadans brasilers, deixant fora els esclaus que obtinguessin la llibertat; a diferència de la Constitució de 1824. Es preveia la separació dels tres poders, amb la delegació de l'Executiu en l'emperador, tot i que la responsabilitat de les seves accions havia de recaure en els ministres.
Tanmateix, es va imposar la visió majoritària dels liberals, que proposaven fer del monarca una figura merament simbòlica, subordinada a l'Assemblea Nacional. Aquest fet, seguit de l'aprovació d'un projecte de llei, el 12 de juny, pel qual les lleis creades per la cambra ja no requeririen de la sanció del monarca, va portar Pere I a enfrontar-se amb les Corts Constituents.
Els absolutistes portuguesos, per la seva part, van veure afectats els seus interessos quan José Bonifácio va dictar els decrets del 12 de novembre i l'11 de desembre de 1822; en el primer va eliminar els privilegis dels nacionals portuguesos i en el segon va confiscar els béns pertanyents als que havien donat suport a Portugal durant la Guerra de la Independència del Brasil. Malgrat les diferències, els absolutistes portuguesos i els liberals es van aliar amb l'objectiu comú de treure del poder a José Bonifácio.

### Lluita de poder i tancament de les Corts
Les dues faccions aliades van reclutar els amics íntims de l'emperador, que aviat van intentar enverinar l'amistat del monarca amb José Bonifácio. En veure la major part de l'Assemblea obertament descontenta amb Andrada e Silva i influenciat pels amics, Pere I va destituir el ministre. Va començar llavors una guerra mediàtica entre liberals i absolutistes, que van donar-se l'esquena tan bon punt va rodar el cap d'Andrada. Per al monarca, qualsevol relació amb els liberals seria inadmissible, i un cop va trencar lligams amb els bonifacis, va apropar-se als portuguesos absolutistes.
La crisi va agreujar-se el 5 de novembre. Un apotecari i periodista brasiler va ser agredit físicament per dos policies portuguesos, que creien erròniament que havia estat l'autor d'un article perjudicial contra els seus compatriotes. Els germans Andrada van engegar una campanya populista i xenòfoba, cridant a la defensa del poble brasiler i demanant que es deportessin als nascuts a l'antiga metròpoli. Va haver un fort seguiment popular, posant en alerta l'exèrcit i creant una gran polèmica a l'Assemblea.
L'emperador, constatant el bloqueig de la cambra, va signar el decret de dissolució de l'Assemblea Constituent. Pere I va ordenar a l'exèrcit envair el congrés el 12 de novembre, arrestant i exiliant diversos diputats en l'anomenada Nit de l'Agonia.

### El Consell d'Estat redacta la Constitució de 1824
No era el desig de Pere I governar com a dèspota, ja que «la seva ambició era ser custodiat per l'amor del seu poble i la fidelitat de les seves tropes, i no imposar la seva tirania». L'emperador preferia un control indirecte, a través del dret de veto. Així, va erigir un nou Consell d'Estat el 13 de novembre de 1823 per redactar un altre projecte de Constitució. Era un "consell de notables" conformat per juristes de renom, tots ells brasilers de naixement, destacant-ne Carneiro de Campos, Vilela Barbosa, Maciel da Costa, Nogueira da Gama i Carvalho e Melo. Pere I repetiria el mateix procés dos anys més tard, dirigint la redacció de la constitució portuguesa de 1826 en el curt període en el que va retenir la corona portuguesa després de la mort del rei Joan VI.
El Consell d'Estat va utilitzar com a base l'esborrany de l'Assemblea i, tan bon punt va estar acabat, va enviar una còpia de la nova Constitució a tots els ajuntaments. Aquesta nova Carta, segons l'emperador, era el doble de liberal que la que estava redactant l'assemblea. S'esperava que la Carta serviria com a model per a una nova Assemblea Constituent. No obstant això, els ajuntaments van suggerir en canvi que el projecte s'adoptés "immediatament". Molt poques cambres van fer esmenes sobre la Constitució i pràcticament cap va votar-hi en contra. La primera Constitució brasilera fou promulgada llavors per Pere I i jurada solemnement a la catedral de Rio de Janeiro, per l'emperador, la seva dona, l'emepradriu Leopoldina, i la resta d'autoritats, el 25 de març de 1824.

## Característiques
La Carta emesa l'any 1824 va estar influenciada per la Constitució francesa de 1791, la Constitució espanyola de 1812, la noruega i la portuguesa. Era «un preciós document del liberalisme a la francesa», amb un sistema representatiu basat en la teoria de la sobirania nacional. La forma de govern era monàrquica, hereditària, constitucional i representativa, amb el país dividit formalment en províncies i el poder polític dividit en quatre, segons la filosofia liberal de les teories de la separació de poders de Benjamin Constant.
La Constitució era una de les més liberals que existien en aquell moment, fins i tot superant les europees. Encara que la Constitució preveia la possibilitat de la llibertat religiosa només en l'àmbit domèstic, a la pràctica era total; tant protestants com jueus i seguidors d'altres religions van mantenir els seus temples religiosos i la més completa llibertat de culte. Contenia una innovació, que era el poder moderador. Aquest Poder serviria per «resolver els atzucacs i garantir el funcionament del govern». La separació entre el poder executiu i el poder moderador va sorgir de la pràctica del sistema monàrquico-parlamentari britànic.

## Estructura
La Constitució de 1824 està dividida en vuit títols, que al seu torn es divideixen en diversos capítols:
- Títol 1: Sobre l'Imperi del Brasil, el seu territori, govern, dinastia i religió;
- Títol 2: Sobre els ciutadans brasilers;
- Títol 3: Sobre els poders i la representació nacional;
- Títol 4: Del poder legislatiu;
- Títol 5: Sobre l'emperador;
  - Capítol I: Sobre el poder moderador.
- Títol 6: Del poder judicial;
- Títol 7: De l'administració i economia de les províncies;
- Títol 8: De les disposicions generals i garanties dels drets civils i polítics dels ciutadans brasilers.

## Termini i reformes
La constitució va rebre importants modificacions a través de l'Acta Addicional de 1834, que, entre altres canvis, va crear les assemblees legislatives provincials atorgant així més autonomia a les províncies; i la Llei d'Interpretació de l'Acta Addicional de 1840.
És, fins avui, la constitució brasilera que va tenir el termini més llarg: 65 anys. Va ser revocada després de la promulgació de la primera constitució republicana del Brasil el 1891, després del cop d'estat que va deposar l'emperador Pere II i va proclamar la república al Brasil.